# 贝多芬音乐节
贝多芬音乐节（德語：Beethovenfest）是每年在德国波恩举办的一个古典音乐节，主要演奏贝多芬的作品。

## 历史
1845年贝多芬75岁诞辰时首次举办，贝多芬纪念碑也是在这届贝多芬音乐节上揭幕的。腓特烈·威廉四世、维多利亚女王、亚历山大·冯·洪堡、埃克托·柏辽兹曾经出席，弗朗兹·李斯特、路易斯·施波尔指挥了贝多芬的《庄严弥撒》和《第9號交響曲》 。它自1931年开始逐年举办，1947年转为每两年举办，1974年改为每三年，1998年改回一年。

## 近期活動
2021年，貝多芬音樂節邀請了多方團體前來，包括：
- 8月20日（開幕音樂會）：約迪·薩瓦爾與國家古樂合奏團，演出第9號交響曲
- 克里斯多夫·羅賽特（英语：Christophe Rousset）與抒情天才古樂團（英语：Les Talens Lyriques），演出第8號交響曲、第7號交響曲
- 斯特凡·索特茲（英语：Stefan Soltesz）與匈牙利國家愛樂樂團（英语：Hungarian National Philharmonic），演出第4號交響曲
- 西爾萬·康佈雷蘭（英语：Sylvain Cambreling）與巴塞爾室內樂團（英语：Kammerorchester Basel），演出第6號交響曲
- 亞歷山德羅·代·馬奇（英语：Alessandro De Marchi (conductor)）與畢洛克古樂團（英语：B'Rock Orchestra），演出第2號交響曲、第5號交響曲
- 米夏埃爾·波德與維也納廣播交響樂團（英语：Vienna Radio Symphony Orchestra），演出第1號交響曲、第3號交響曲

## 展演場地
- 贝多芬音乐厅（英语：Beethovenhalle）
- 波昂世界會議中心（德语：World Conference Center Bonn）